# Arthur Hartley
Arthur Hartley (7 gennaio 1889 – 28 gennaio 1960) è stato un ingegnere britannico.

## Biografia
Durante la seconda guerra mondiale, e più propriamente tra il 1942 e il 1945, fu direttore tecnico del Petroleum Warfare Department.
Nel 1944, in occasione degli sbarchi alleati in Normandia, mise a punto la Pipeline Under the Ocean (Operazione Pluto), una condottura sottomarina posato attraverso la Manica che consentì agli alleati il necessario riformimento di carburante nella campagna di Francia.
Per la sua collaborazione tecnica alla riuscita dell'assalto all'Europa occidentale, Hartley ebbe i complimenti ufficiali di Churchill.